# 23583 Křivský
23583 Křivský là một tiểu hành tinh vành đai chính với chu kỳ quỹ đạo là 1426.6702207 ngày (3.91 năm).
Nó được phát hiện ngày 22 tháng 9 năm 1995.